# Logan Sargeant
Logan Hunter Sargeant, född 31 december 2000 i Fort Lauderdale i USA, är en amerikansk racerförare, som körde för Williams Racing i Formel 1 mellan 2023 och 2024. År 2022 tävlade Sargeant i Formel 2 där han blev "Rookie of the Year" efter att ha kommit på fjärdeplats i mästerskapet.
Den 27 augusti 2024 meddelade Williams Racing att Sargeant kommer att ersättas av Franco Colapinto för resten av formel 1-säsongen 2024.

## Formel 1-karriär
| Säsong            | Stall/Tillverkare | Placering         | Lopp | Poäng | Etta | Tvåa | Trea | Pole | Varv |
| ----------------- | ----------------- | ----------------- | ---- | ----- | ---- | ---- | ---- | ---- | ---- |
| 2023              | Williams-Mercedes | 21                | 22   | 1     | 0    | 0    | 0    | 0    | 0    |
| 2024              | Williams-Mercedes | 23                | 15   | 0     | 0    | 0    | 0    | 0    | 0    |
| Sammanlagt (2025) | Sammanlagt (2025) | Sammanlagt (2025) | 37   | 1     | 0    | 0    | 0    | 0    | 0    |